# Siedliska (powiat giżycki)
Siedliska (niem. do 1938 Schedlisken, od 1938 Dankfelde) – wieś w Polsce położona w województwie warmińsko-mazurskim, w powiecie giżyckim, w gminie Wydminy.

## Historia
Wieś założona została przez starostę giżyckiego Jerzego Krostę 22 września 1555. Pierwszym sołtysem wsi czynszowej na 40 włókach był Sebastian. W roku 1563 obszar wsi powiększony został o 16 włók. W 1625 wieś zamieszkiwała ludność polska. 
W latach 1709–1710 na dżumę w Siedliskach zmarło 134 mieszkańców.
W roku 1830 we wsi było 60 gospodarstw chłopskich, a w roku 1858 wydzielono tu majątek ziemski, który współcześnie stanowi wieś Grodkowo.
Szkoła w Siedliskach założona została w roku 1737. W 1938 podczas akcji germanizacyjnej nazewnictwa, ówczesna niemiecka władza nazistowska zastąpiła ukształtowaną historycznie nazwę Schedlisken formą sztuczną Dankfelde. W roku 1939 była to szkoła dwuklasowa, z dwoma nauczycielami. Po II wojnie światowej szkoła w Siedliskach uruchomiona została 1 grudnia 1945 roku. Jej organizatorką była Antonina Michnicka. Od roku szkolnego 1949/1950 była to szkoła podstawowa siedmioklasowa, a od roku 1966/68 ośmioklasowa z 6 nauczycielami i 160 uczniami. W roku szkolnym 1974/1975 przekształcona została w filię szkoły w Wydminach. W 1999 r. doszło do ostatecznej likwidacji szkoły podstawowej. We wsi do 2012 funkcjonowała także Filia Gminnej Biblioteki Publicznej w Wydminach. 
W pobliżu wioski w okresie III Rzeszy wybudowano szerego schronów należących do Giżyckiego Regionu Umocnionego, nie zostały jednak użyte w walkach. Siedliska zostały zajęte przez Armię Czerwoną 22 stycznia 1945 roku.
Wieś w latach 1954–1972 należała do gromady w Wydminach.
W roku 1939 Siedliska wraz z Grodkowem miały 664 mieszkańców, a w roku 1970 liczba mieszkańców samych Siedlisk wynosiła 554 osób.
W latach 1975–1998 miejscowość należała administracyjnie do województwa suwalskiego.
Przez miejscowość przebiega linia kolejowa nr 38 Białystok - Głomno wraz z przystankiem osobowym, na którym zatrzymują się pociągi regionalne w kierunku Ełku, Giżycka, Korsz i Olsztyna.